# Dypsis marojejyi
Dypsis marojejyi är en enhjärtbladig växtart som beskrevs av Henk Jaap Beentje. Dypsis marojejyi ingår i släktet Dypsis och familjen Arecaceae. IUCN kategoriserar arten globalt som sårbar. Inga underarter finns listade i Catalogue of Life.